# واغاشن
واغاشن (به ارمنی: Վաղաշեն) یک شهر در ارمنستان است که در استان گغارکونیک واقع شده‌است.  در  کیلومتری شمال گاوار، مرکز استان گغارکونیک واقع شده است.

## خصوصیات
واغاشن ۴٬۲۳۵ نفر جمعیت دارد و ۱٬۹۵۶ متر بالاتر از سطح دریا واقع شده‌است.  در  کیلومتری شمال گاوار، مرکز استان گغارکونیک واقع شده است.

## جاذبه‌های تاریخی

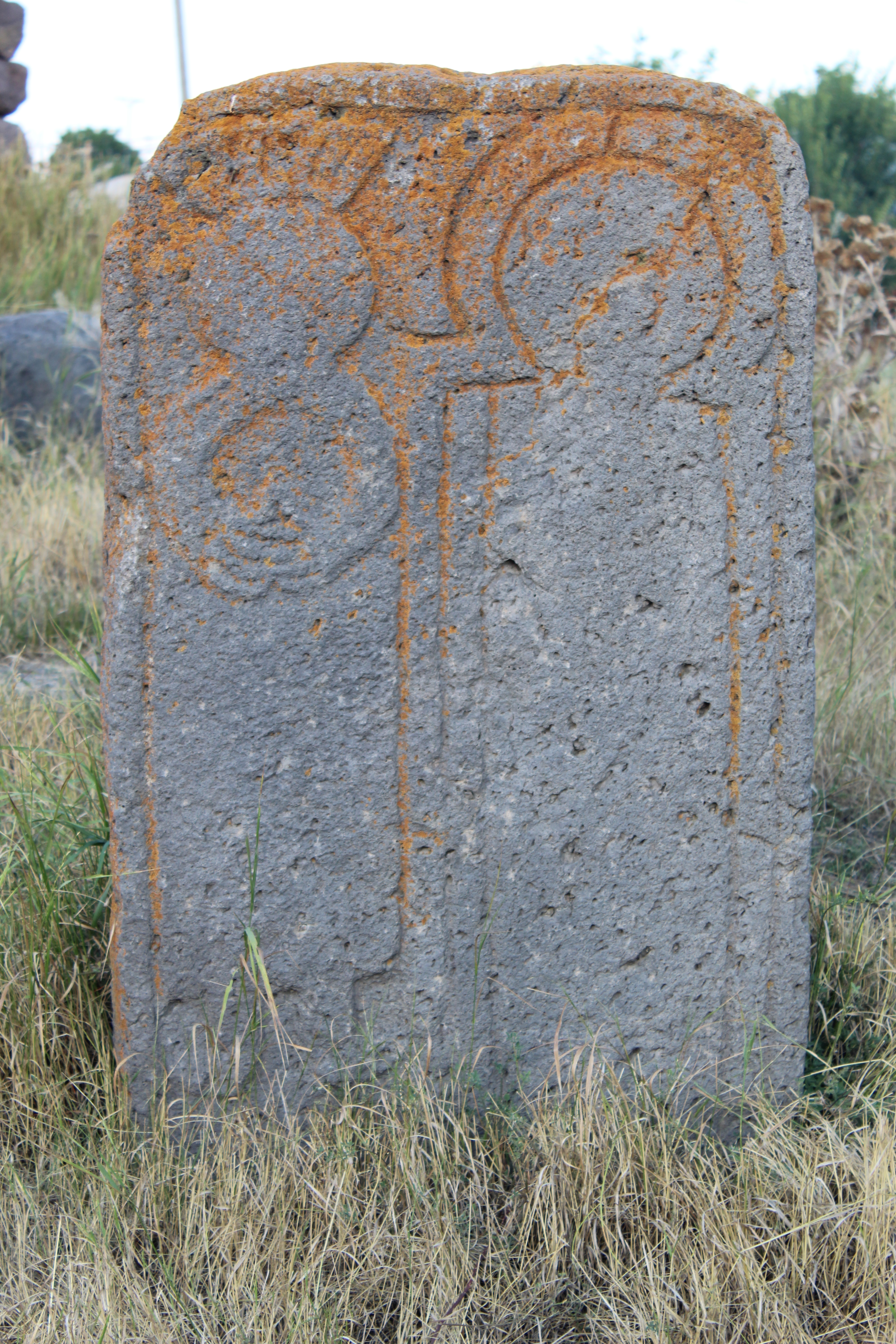
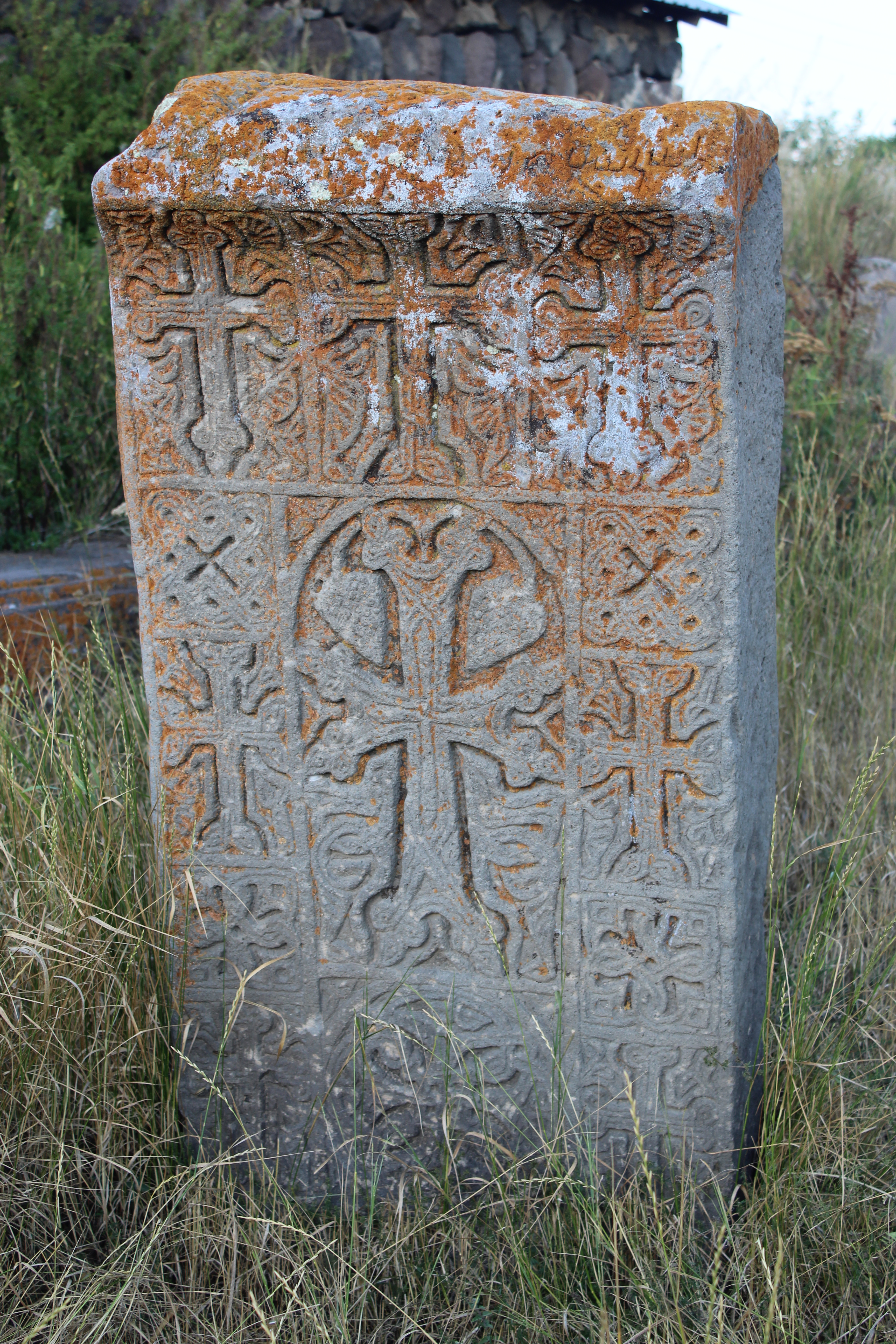
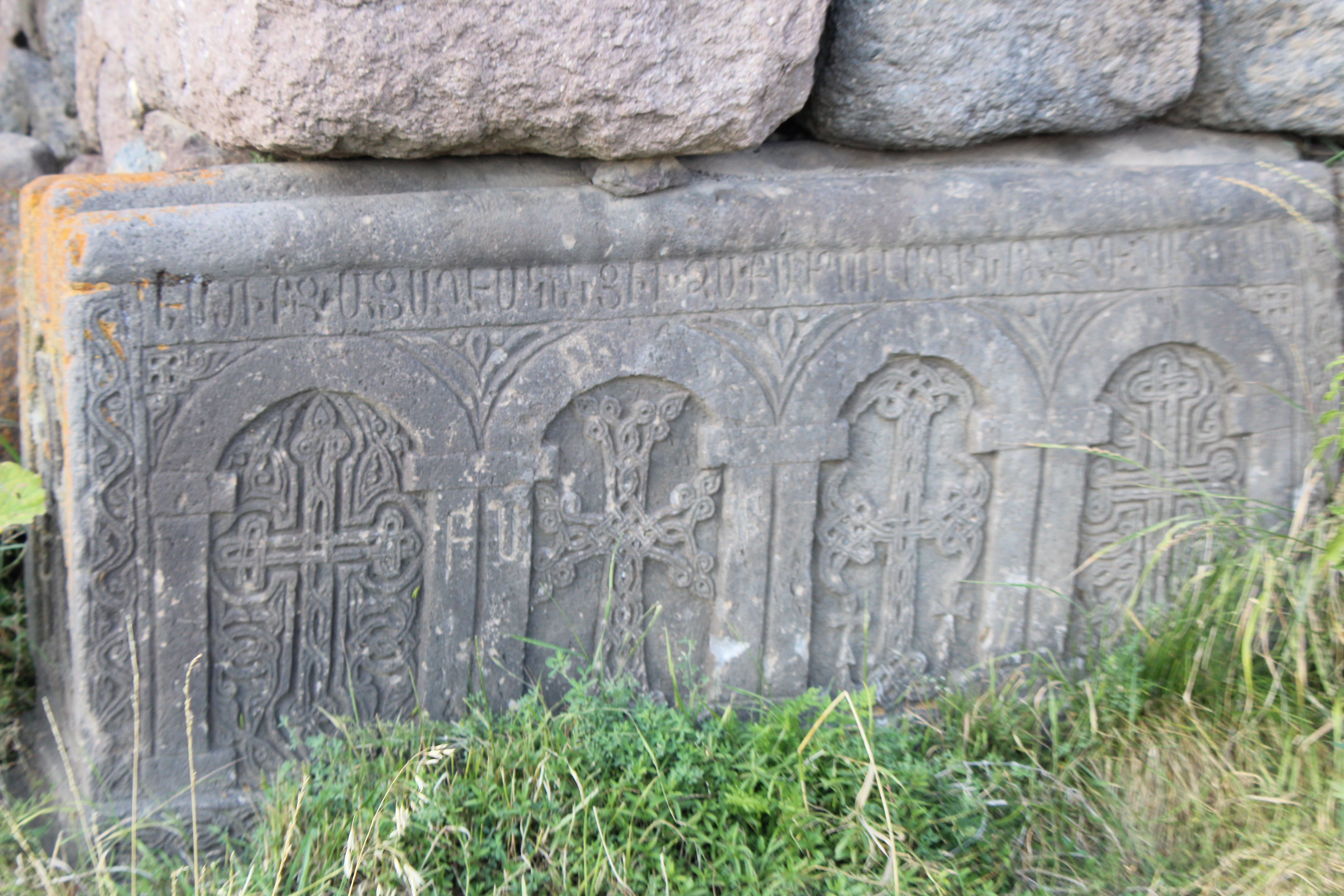
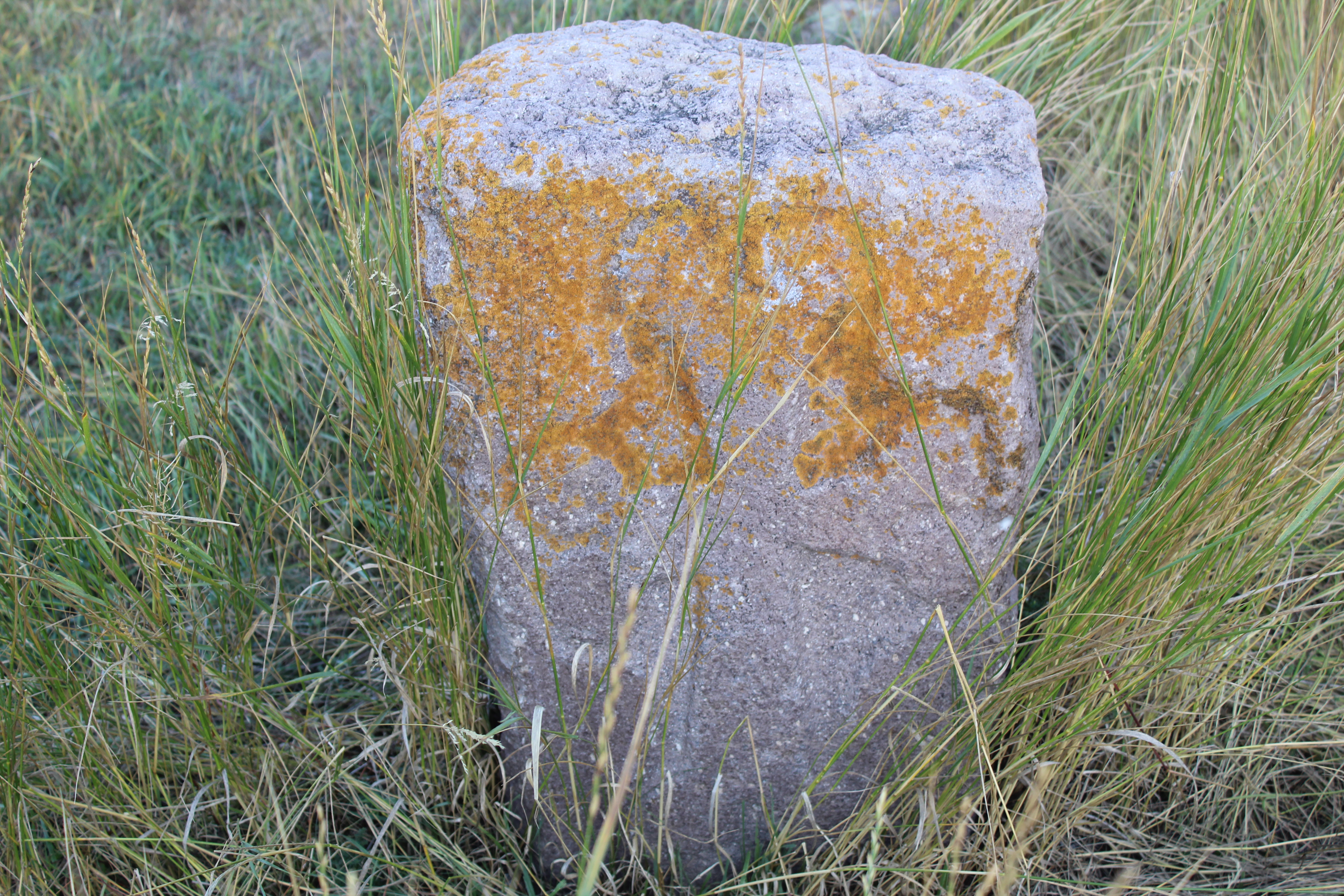
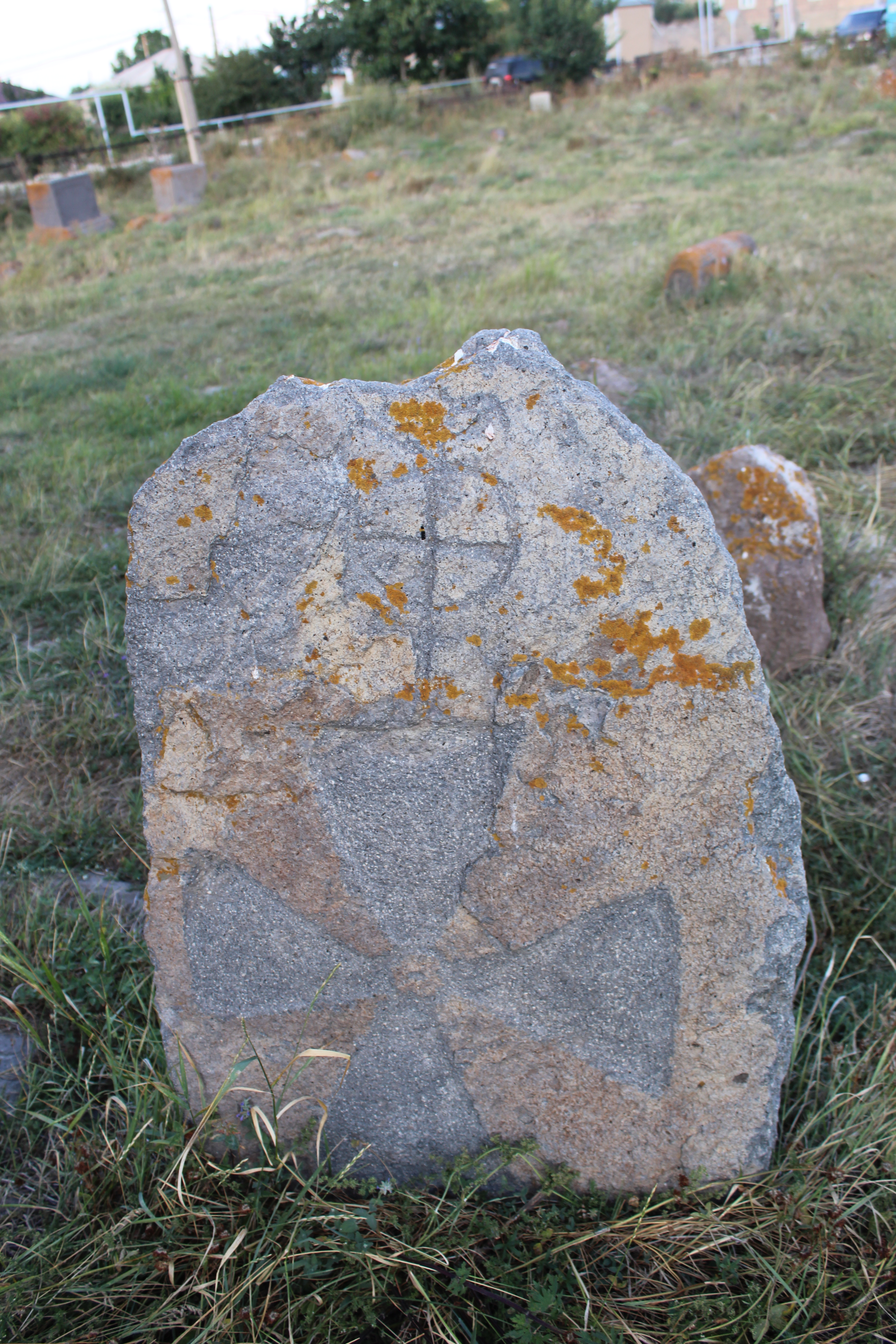
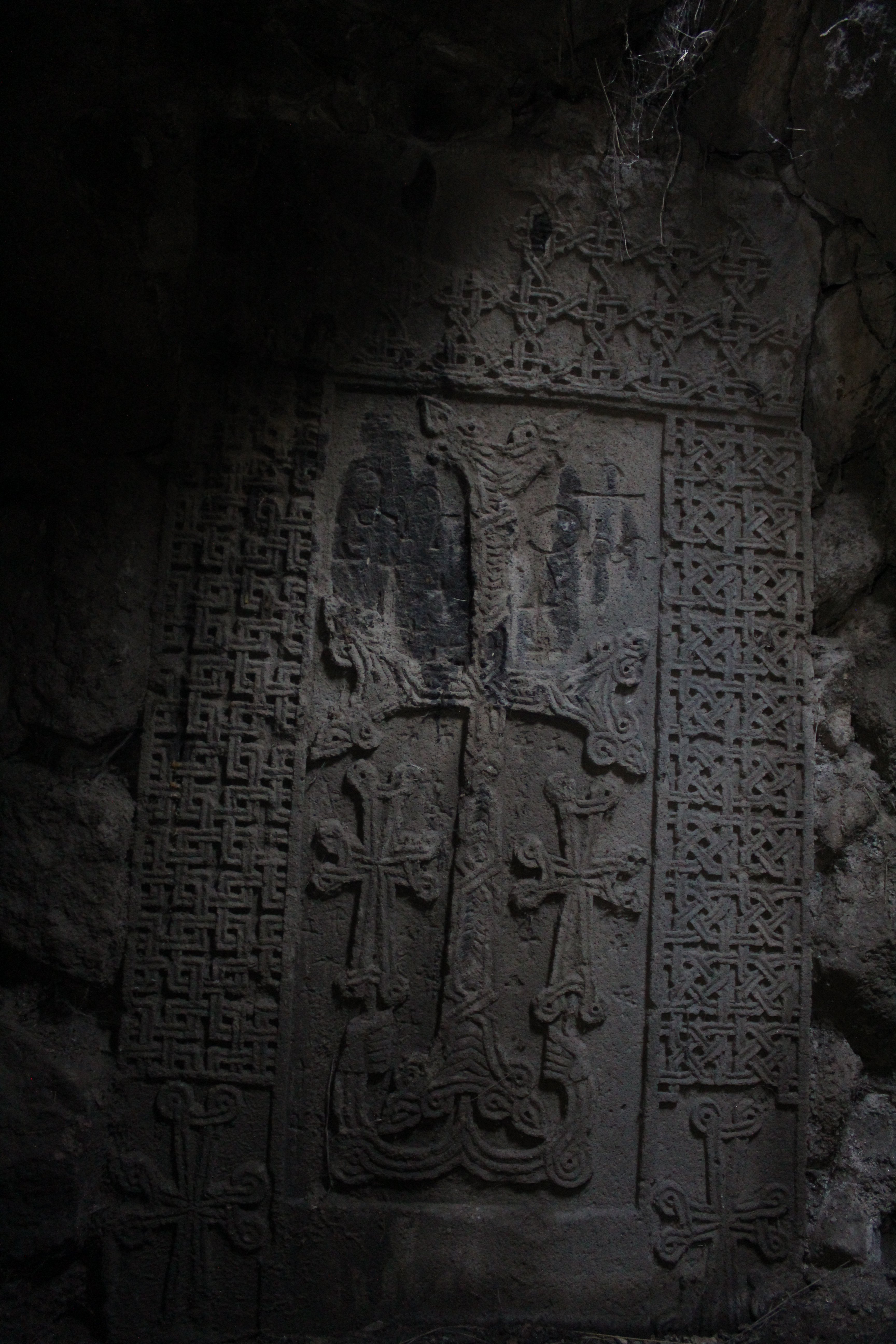
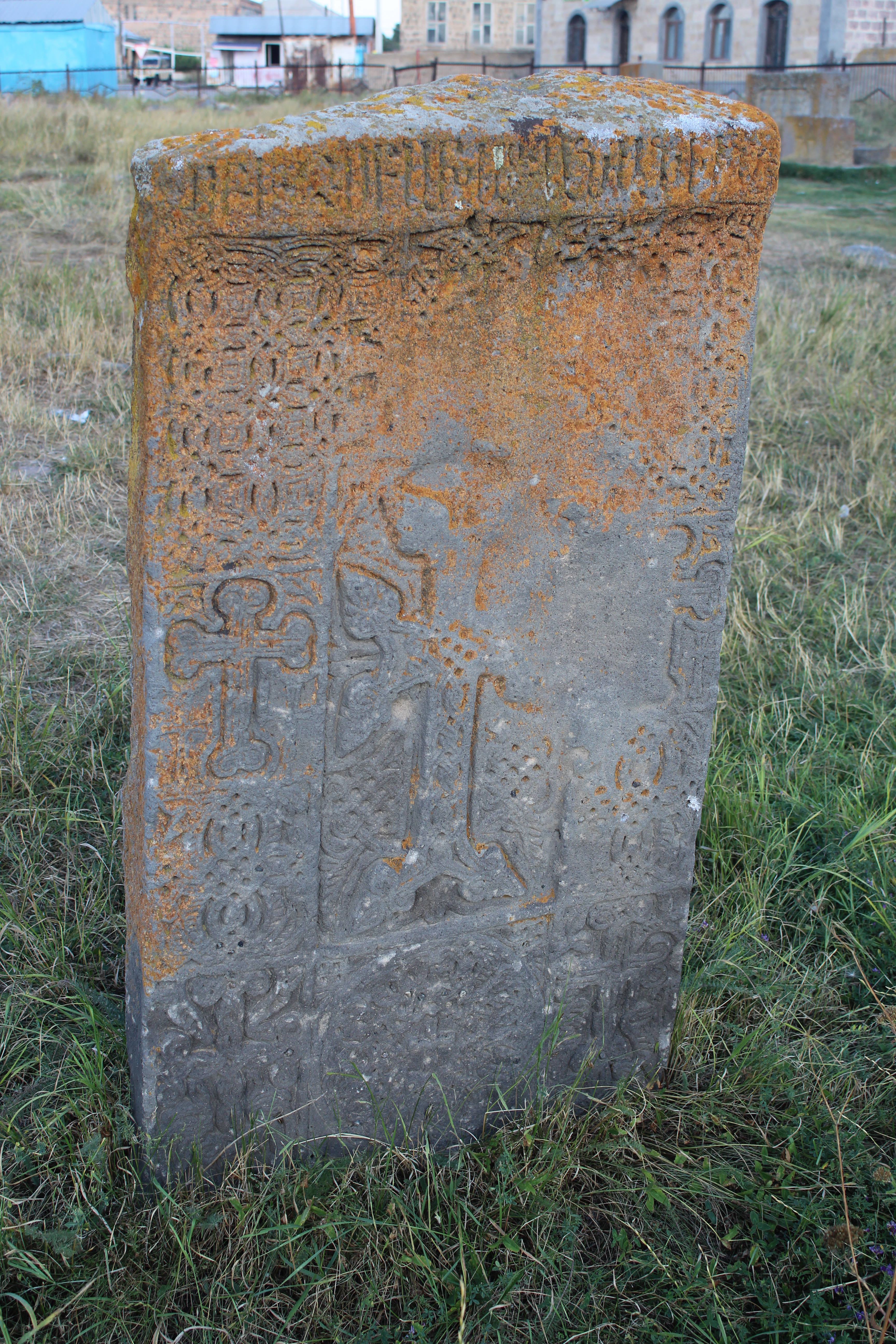
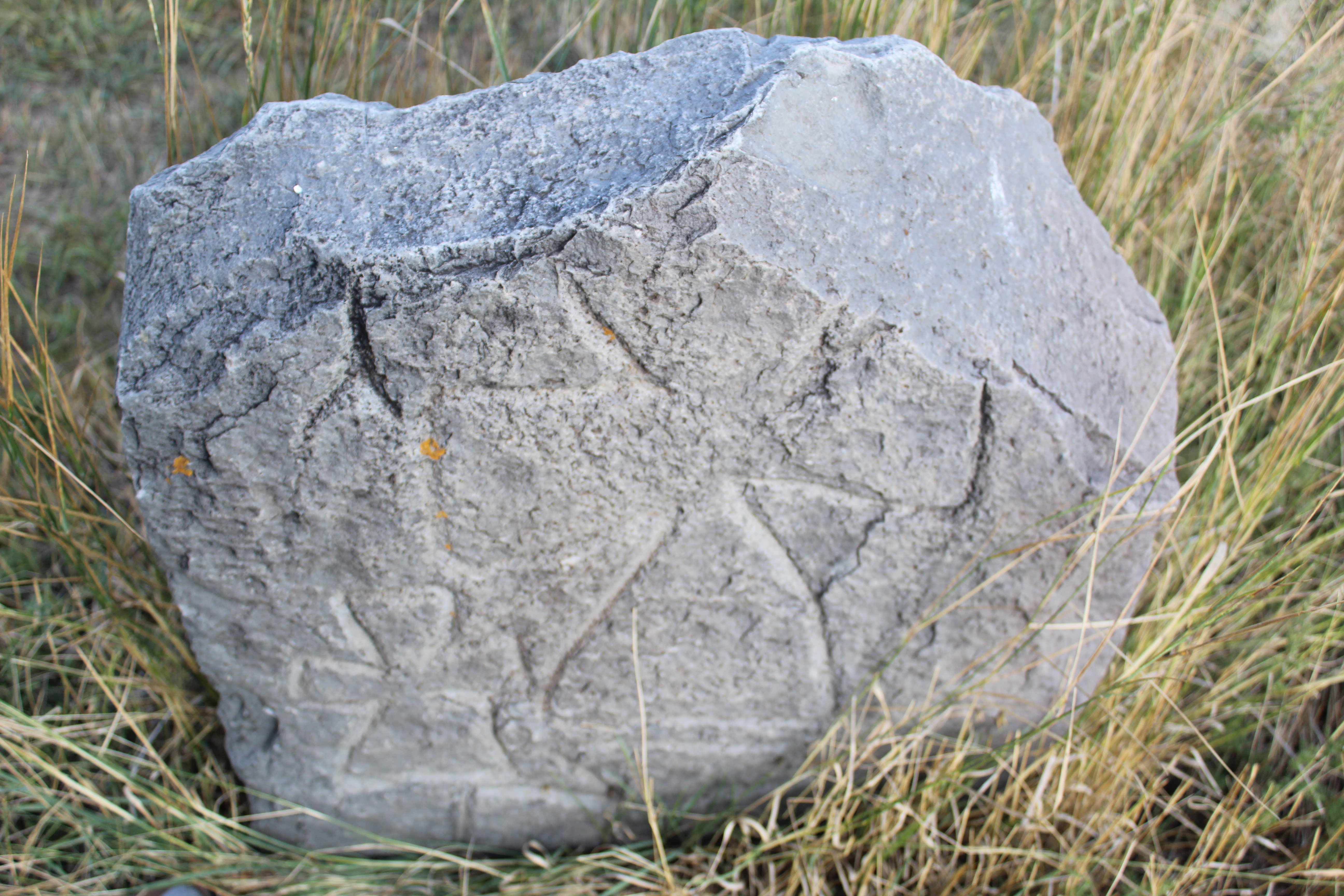
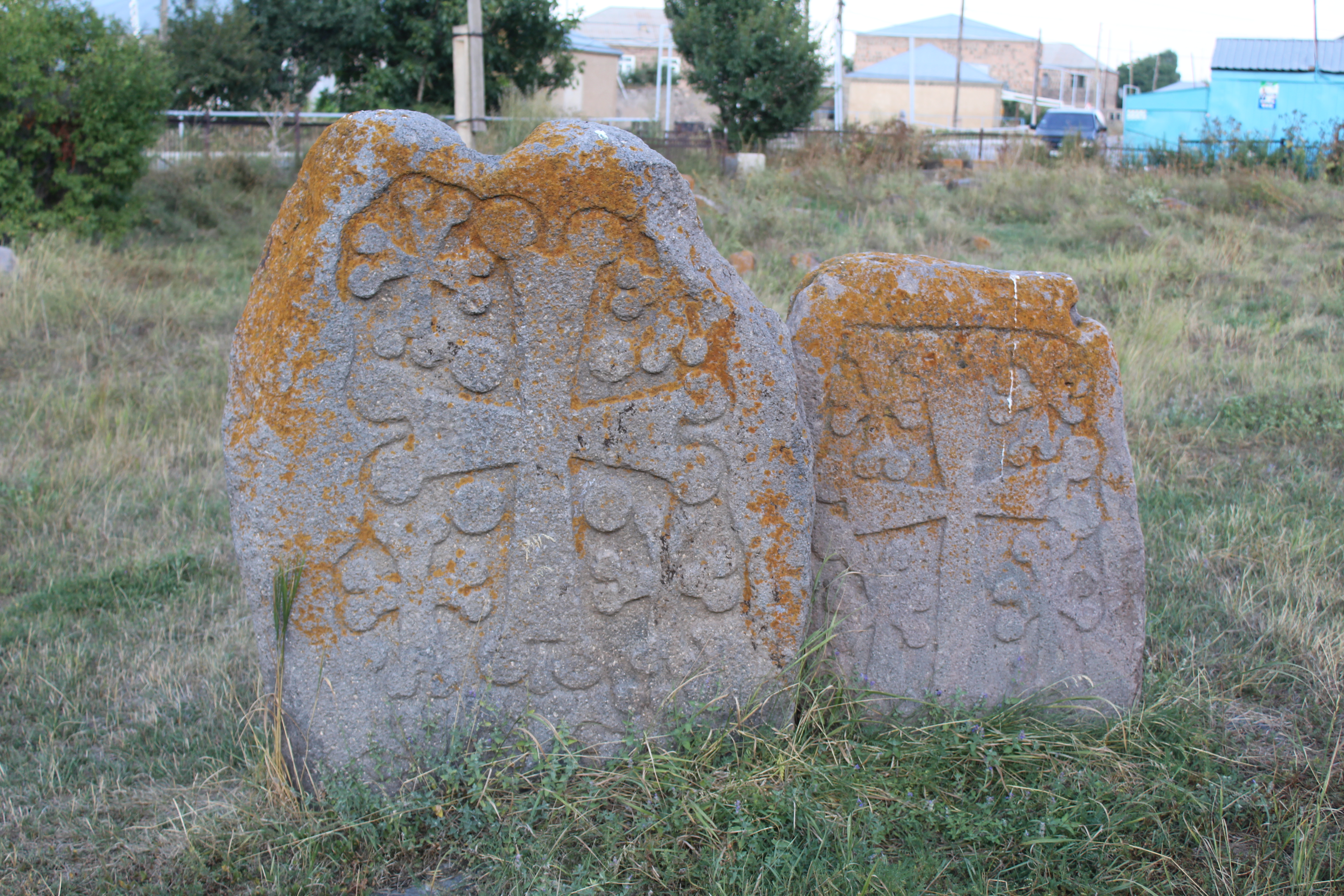
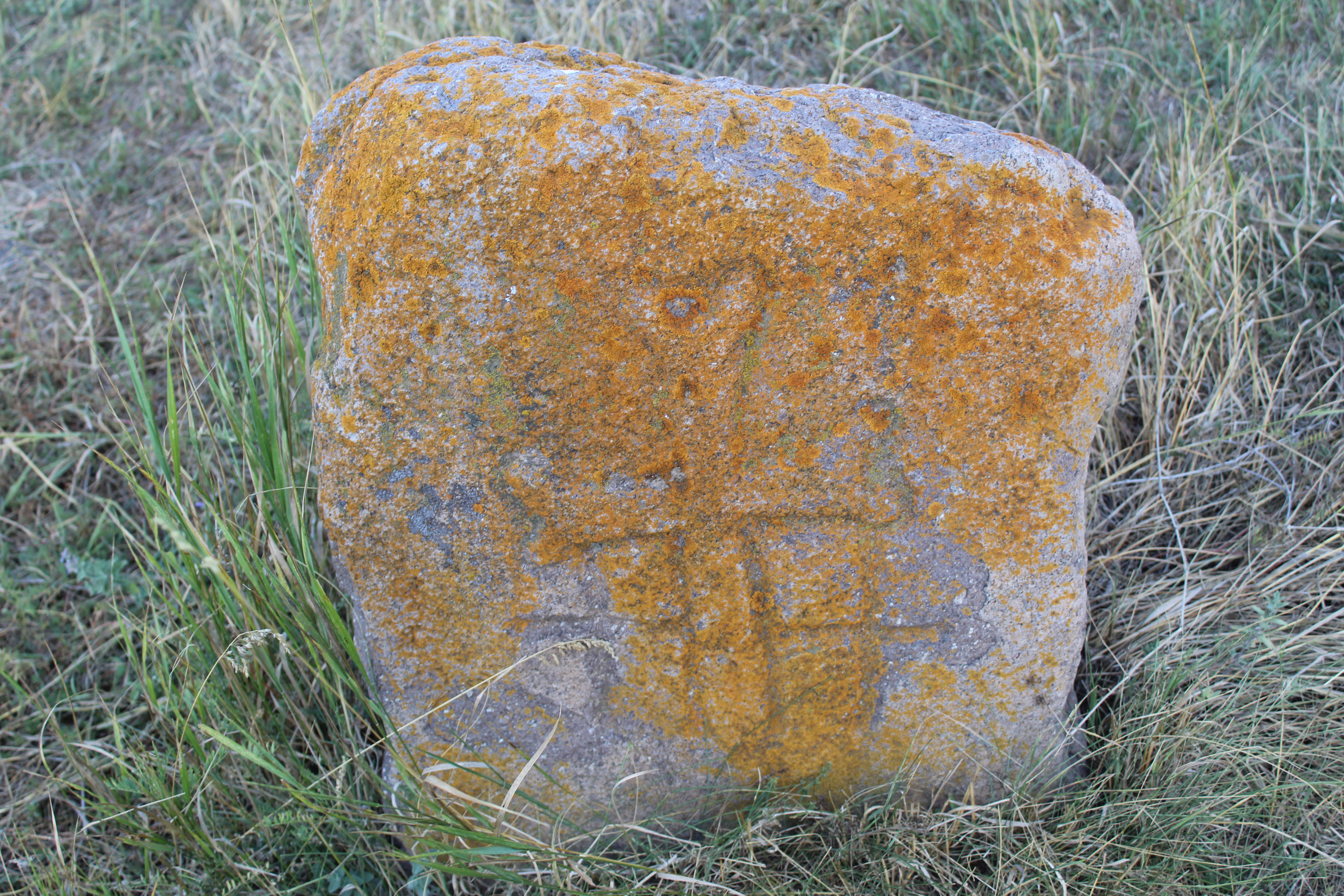